# Saint-Michel-de-Chabrillanoux
Saint-Michel-de-Chabrillanoux è un comune francese di 366 abitanti situato nel dipartimento dell'Ardèche della regione dell'Alvernia-Rodano-Alpi.

## Società

### Evoluzione demografica
Abitanti censiti